# Закон (философия)
Законом в философии называется необходимая связь (взаимосвязь, отношение) между событиями, явлениями, а также между внутренними состояниями объектов, определяющая их устойчивость, выживание, развитие, стагнацию или разрушение. В философском смысле под законом подразумевают «объективные связи явлений и событий, существующие независимо от того, известны они кому-нибудь или нет».

## История возникновения и развития понятия

### Древний КитайиДревняя Греция
Древнегреческие и древнекитайские мыслители уяснили, что в основе мира заложены и действуют универсальные законы, управляющие самим миром.

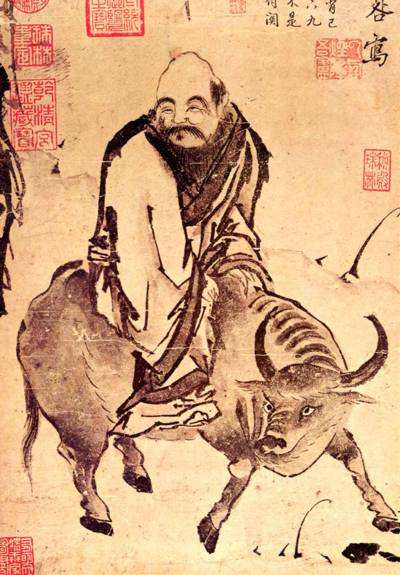
Лао-цзы

Лао-цзы вносит понятие дао для обозначения как и всеобщего закона, необходимого для упорядочивания вещественного хаоса, так и пути, по которому должен пройти всякий сознательный человек.
У древнегреческих философов идея всеобщего мирового закона соотносится с идеей мирового порядка.
Так, у Гераклита это логос (λόγος), определяемый им как мировой закон, судьба (νόμος, διχη), принцип развития всех людей и вещей; у Анаксагора — мировой разум (νου̃ς), приводящий в порядок хаотичность гомеомерий, лежащих в основе всего сущего.
Для Демокрита закон приобретает равнозначный смысл по отношению к таким понятиям как необходимость и причина, где необходимость — это имманентно—природная сила, благодаря которой всё в мире появляется и развивается.
Платон, отталкивая демокритовское понимание закона, интерпретирует закон как идеально—организующее начало по отношению к преходящим вещам. Идеи Платона — это законы, выполняющие относительно вещей роль образцов, создающих вещи по собственной аналогии.

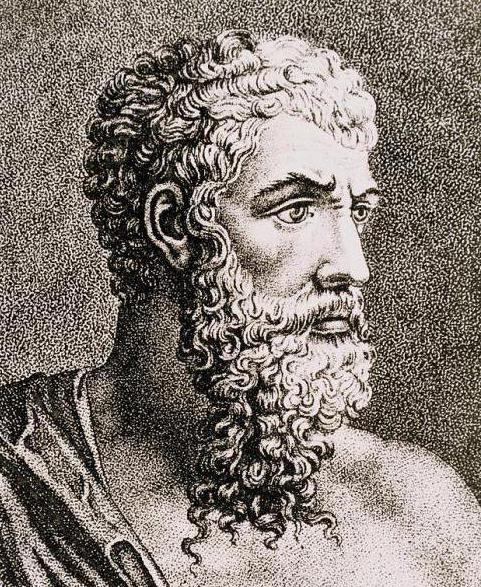
Аристотель

Аристотель сформулировал идею, что закон является тенденцией в ходе становления; толкует закон телеологически.
Согласно докторской диссертации Карла Маркса, Эпикур вводит случайность, объективно равную по правам с фаталистично слепой необходимостью Демокрита для описания характерных свойств закона атомного движения, находящегося в сущности мира.
Стоики выдвигали понятие рока как связность причин, единый закон необходимости, допуская в то же время наперекор их детерминистскому пониманию закона телеологическую составляющую, применимую и к философскому исследованию природы.

### Средние века
Средневековая христианская философия рассматривала закон как проявление божественной воли. Например, Фома Аквинский утверждал, что «naturales leges» являются направлениями стремиться к определённой цели, которую Бог заложил в вещи.

### Новое время
Механистическое мировоззрение, господствовавшее в естественных науках в течение 17 —18 веков, оставило свой след в толковании понятия закона. Для изъяснения понятия закона природы все чаще пользуются математической и естественнонаучной терминологией, заимствуют термины из механики.

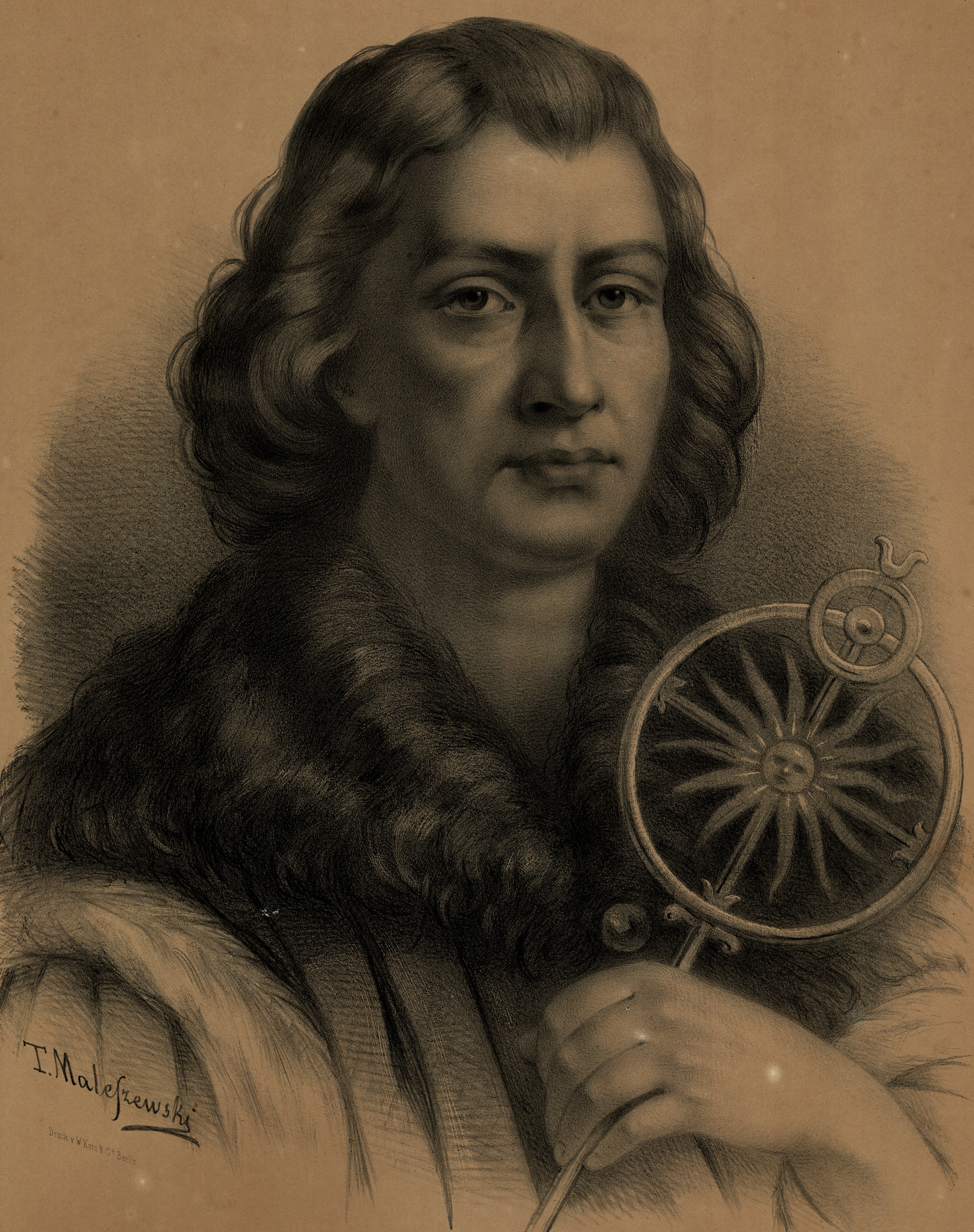
Николай Коперник

«Коперник и Кеплер говорят о „гипотезах“ вместо закона; Галилей называет основной закон природы „аксиомами“, а производные от них — „теоремами“».
Ф. Бэкон в Новом Органоне, развивая учение о «формах», понимает под ними 
«… законы и определения чистого действия, которые создают какую-либо простую природу, как, например, теплоту, свет, вес…»
 В философии Нового времени Рене Декарт стал первым, кто понятию закона природы придаёт смысл как правилу.
В «Математических началах натуральной философии» Исаак Ньютон отграничивает методологически значимые правила, от законов, носящих аксиоматический характер и объективно существующих в природе (например, три закона движения).
Французские материалисты 18 в. подмечали, что законы природы, просвечиваясь через взаимосвязи вещей и событий, выражают насущные и действительные связи между явлениями. Французский материализм имел намерение соединять законы природы с законами механики, вместе с тем не дойдя до понимания законов общественного развития.
«Фейербах в качестве существенных признаков закона выделял объективность, необходимость, всеобщность, познаваемость.»

## Субъективныйиобъективный идеализм

### Субъективный идеализм
«С точки зрения субъективного идеализма закон привносится познающим субъектом в реальный мир: разум даёт законы природе».
Д.Юм полагал, что аргументы о наличии законов есть результат привычки человека запечатлевать необходимые связи между повторяющимися событиями, не имея на то действительно достаточных оснований.
И.Кант считал, что рассудком лишь законы предписываются природе, но не извлекаются.
Для Шопенгауэра закон — это произвольно устанавливаемые необходимые связи представлений.
Эрнст Мах полагал, что законы, обладая субъективностью, порождены внутренней (психологической) потребностью обнаружиться, полностью сформироваться, не растеряться в мире природных явлений.

### Объективный идеализм
Объективный идеализм истолковывает закон как выражение мирового разума, который воплощён в обществе и в природе (например, концепция, последовательно развитая Гегелем).

## Классификация законов
Классификация законов осуществляет по степени общности или по предметной области.
Выделяют следующие виды законов:
- функционирования;[1]
- изменения и развития;[1]
- количественные[1][2]:
  - эмпирические;[2]
  - теоретические;[2]
- качественные;[1][2]
- динамические;[1]
- статистические (вероятностные).[1]